# برناکوت
برناکوت (به ارمنی: Բռնակոթ) یک سکونتگاه مسکونی در ارمنستان است که در استان سیونیک واقع شده‌است. برناکوت در ۱۰۹ کیلومتری شمال غرب کاپان، مرکز استان سیونیک واقع شده‌است.

## خصوصیات
برناکوت ۵۱٫۵۳ کیلومترمربع مساحت و ۱٬۹۶۰ نفر جمعیت دارد و در ۱۷۰۰ ارتفاع متر بالاتر از سطح دریا قرار گرفته‌است.
| سال   | ۱۸۳۱ | ۱۸۷۳  | ۱۹۲۲  | ۱۹۵۹  | ۱۹۷۰  | ۱۹۷۹  | ۲۰۰۱  | ۲۰۰۴  |
| جمعیت | ۲۶۳  | ۱٬۲۱۳ | ۲٬۲۰۰ | ۱٬۸۲۳ | ۱٬۹۸۱ | ۱٬۹۳۱ | ۲٬۰۱۳ | ۲٬۳۲۷ |

## جاذبه‌های تاریخی

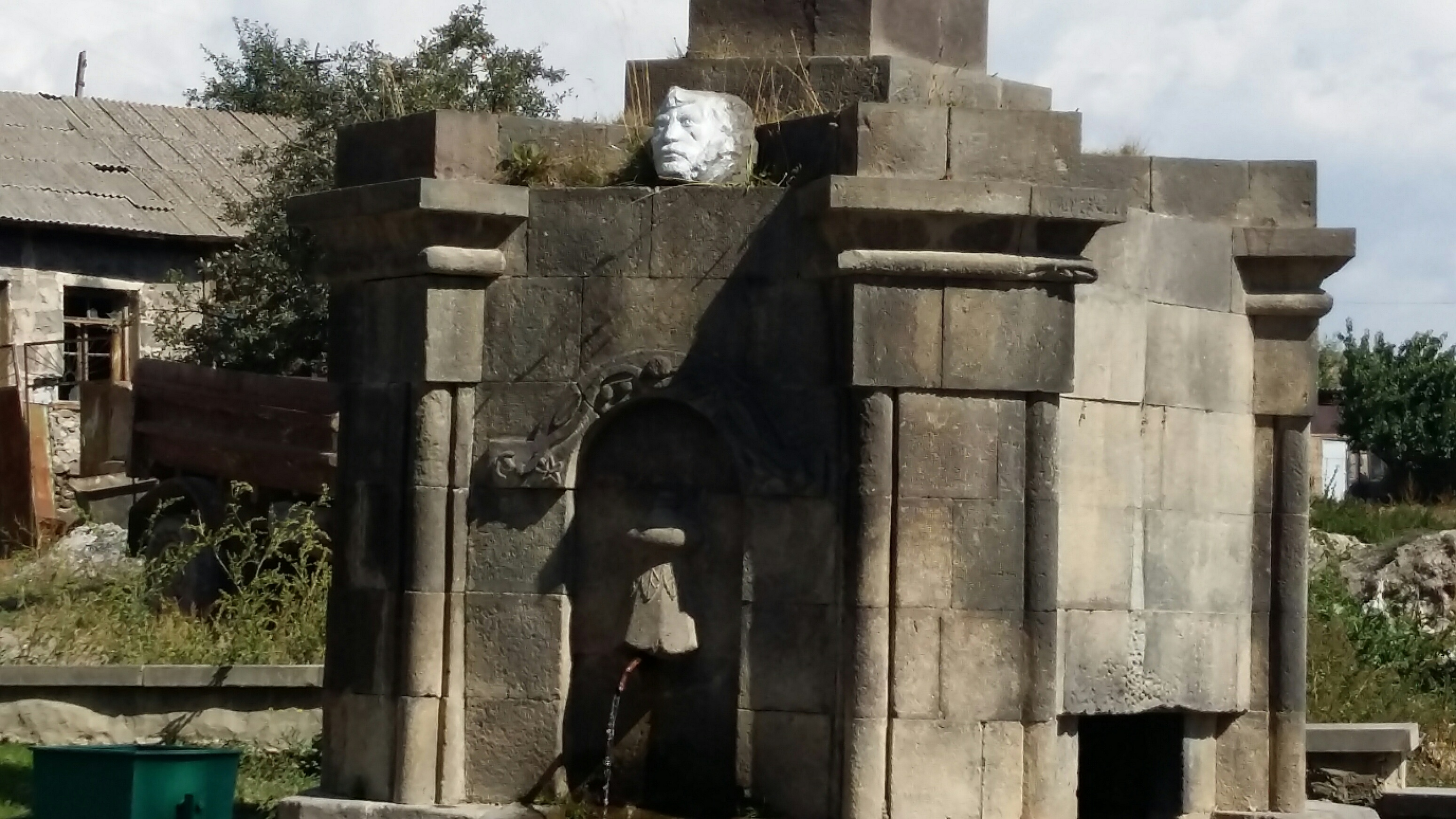
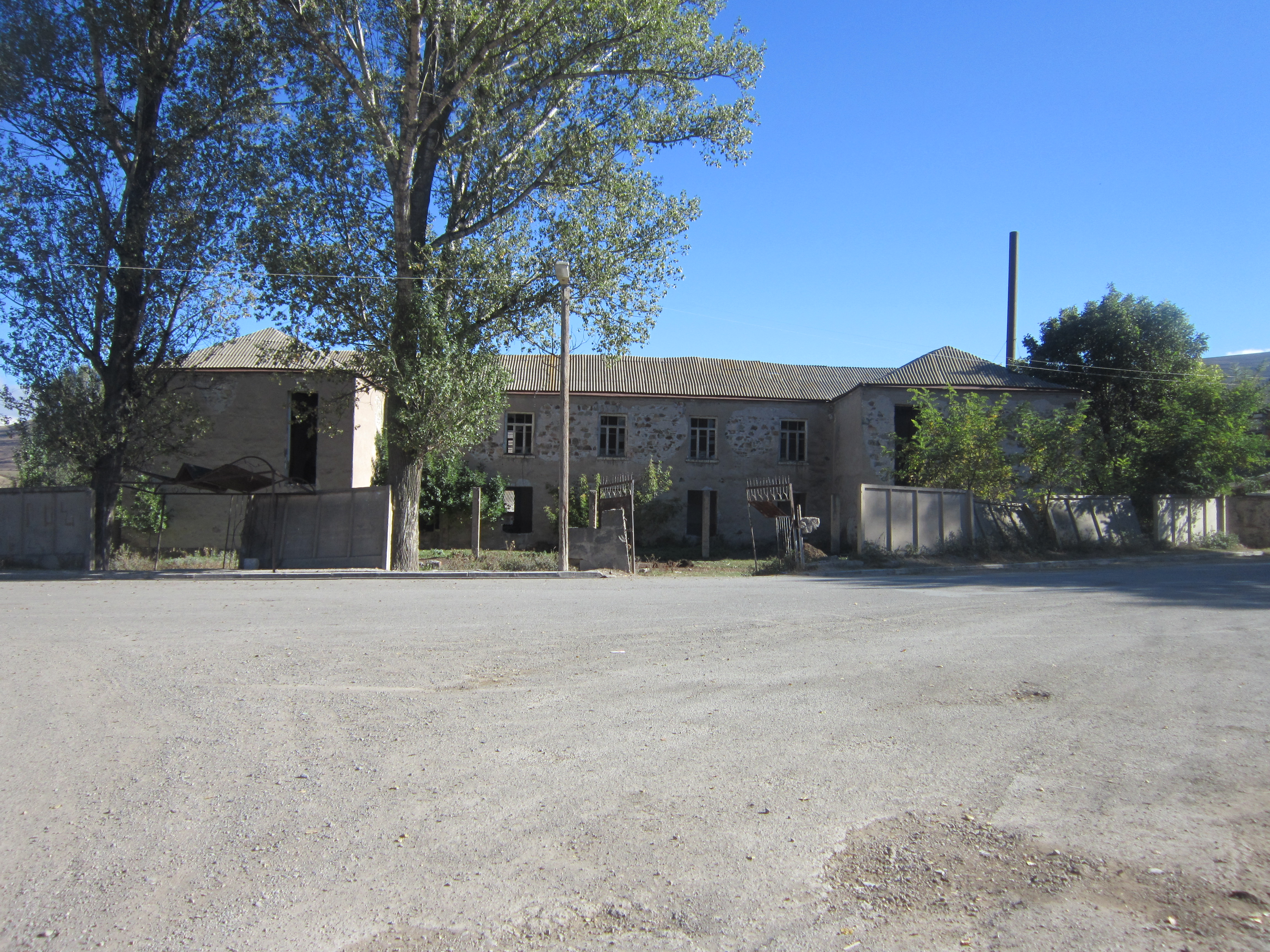
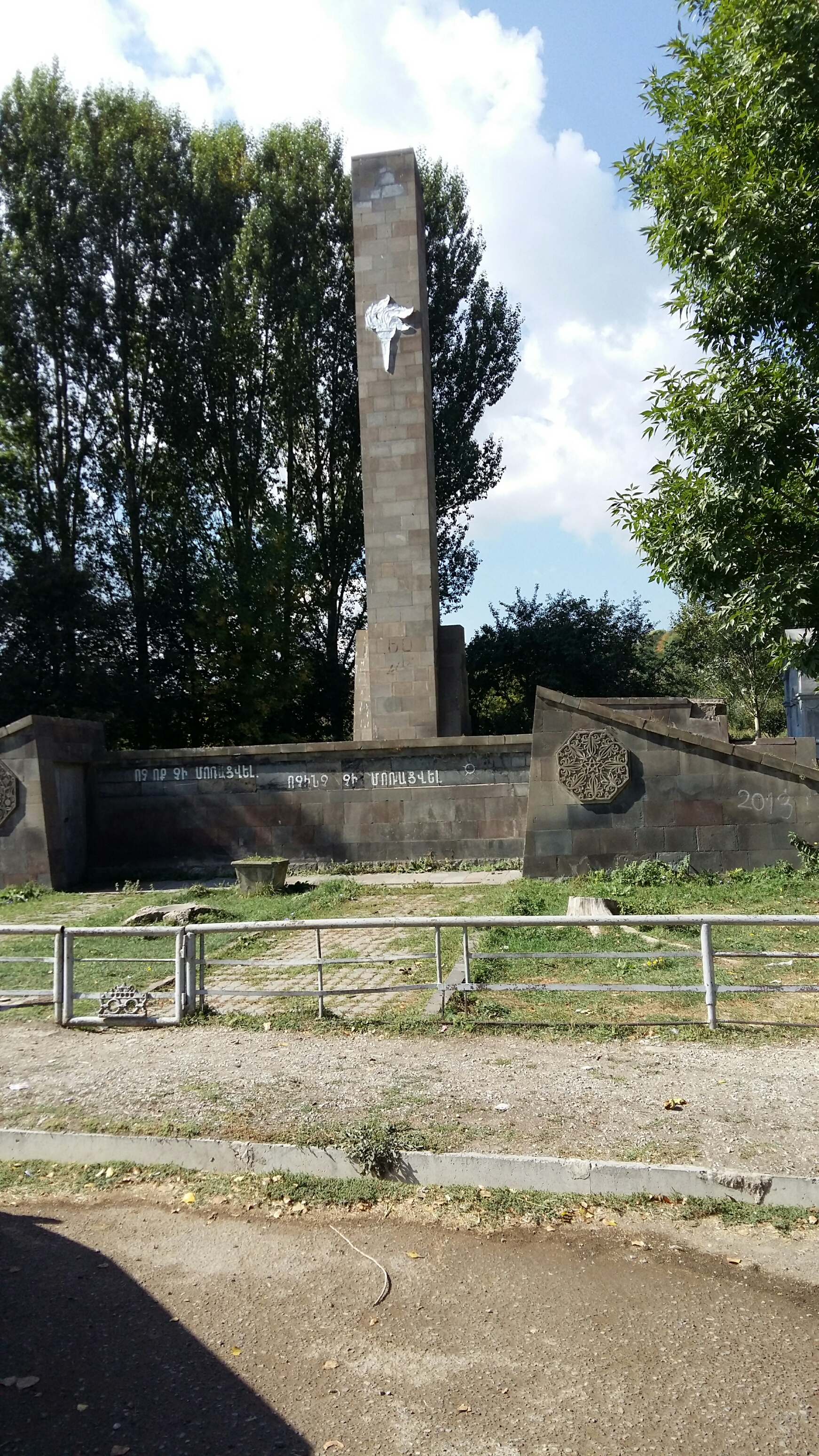
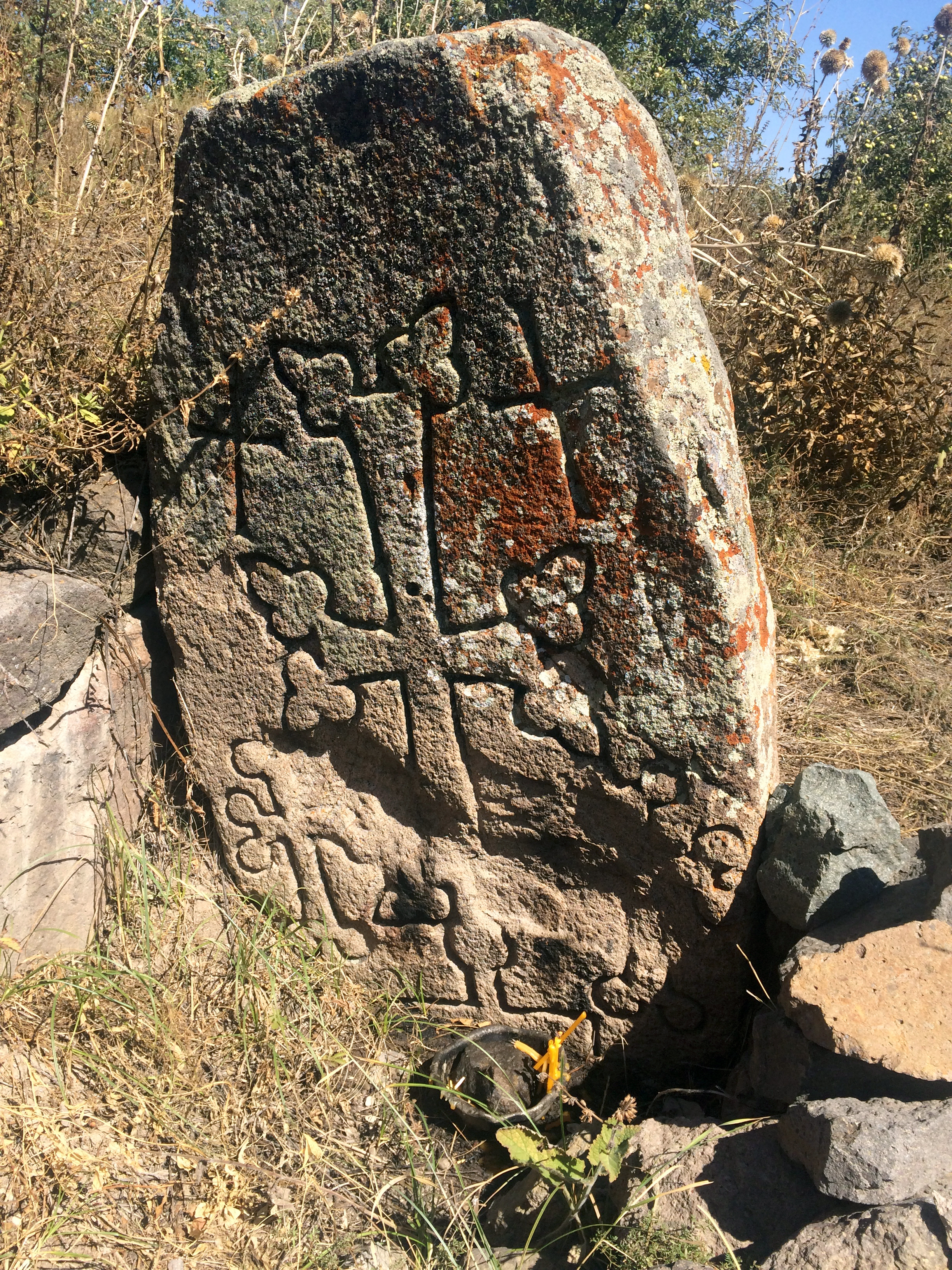
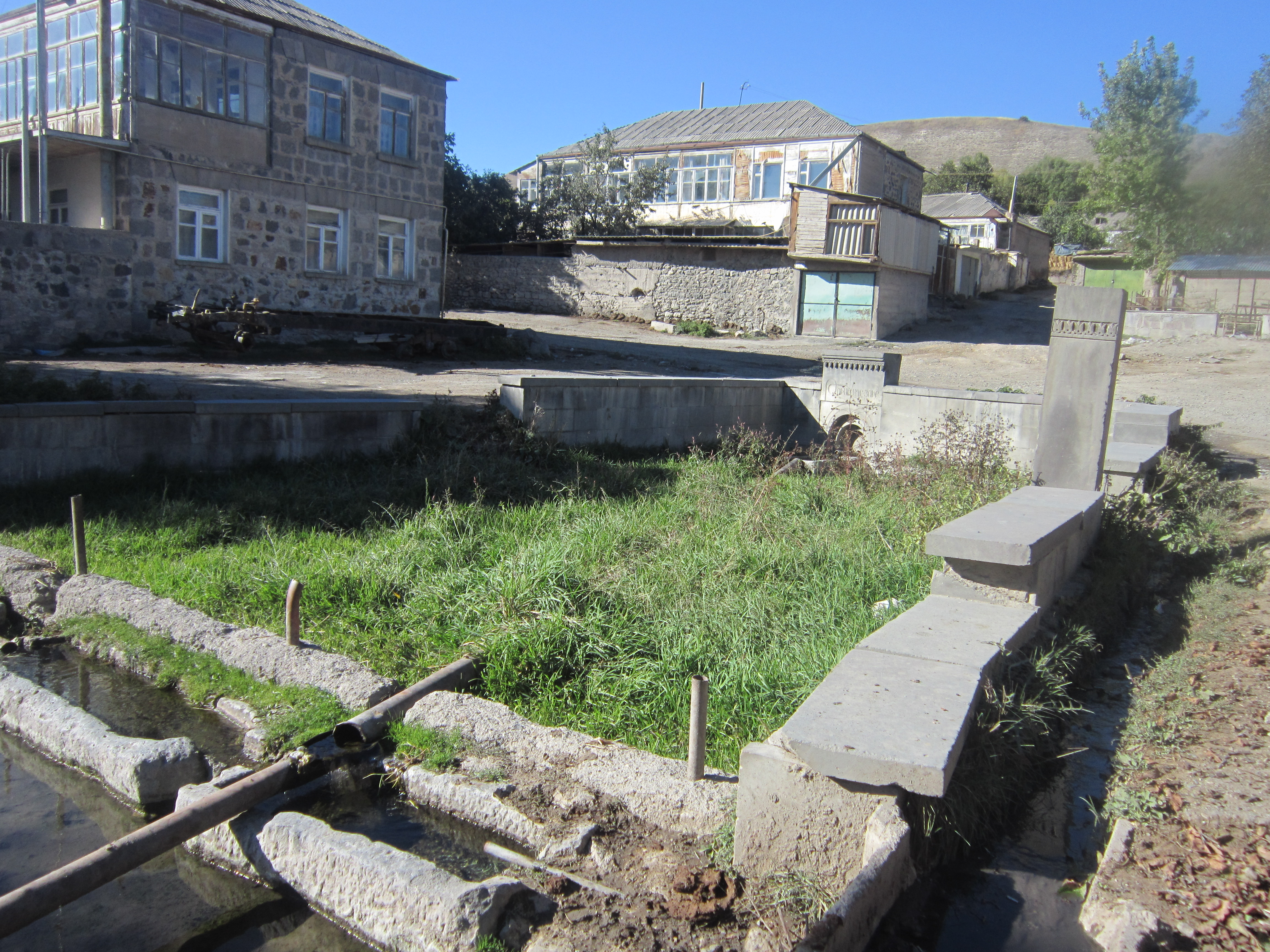
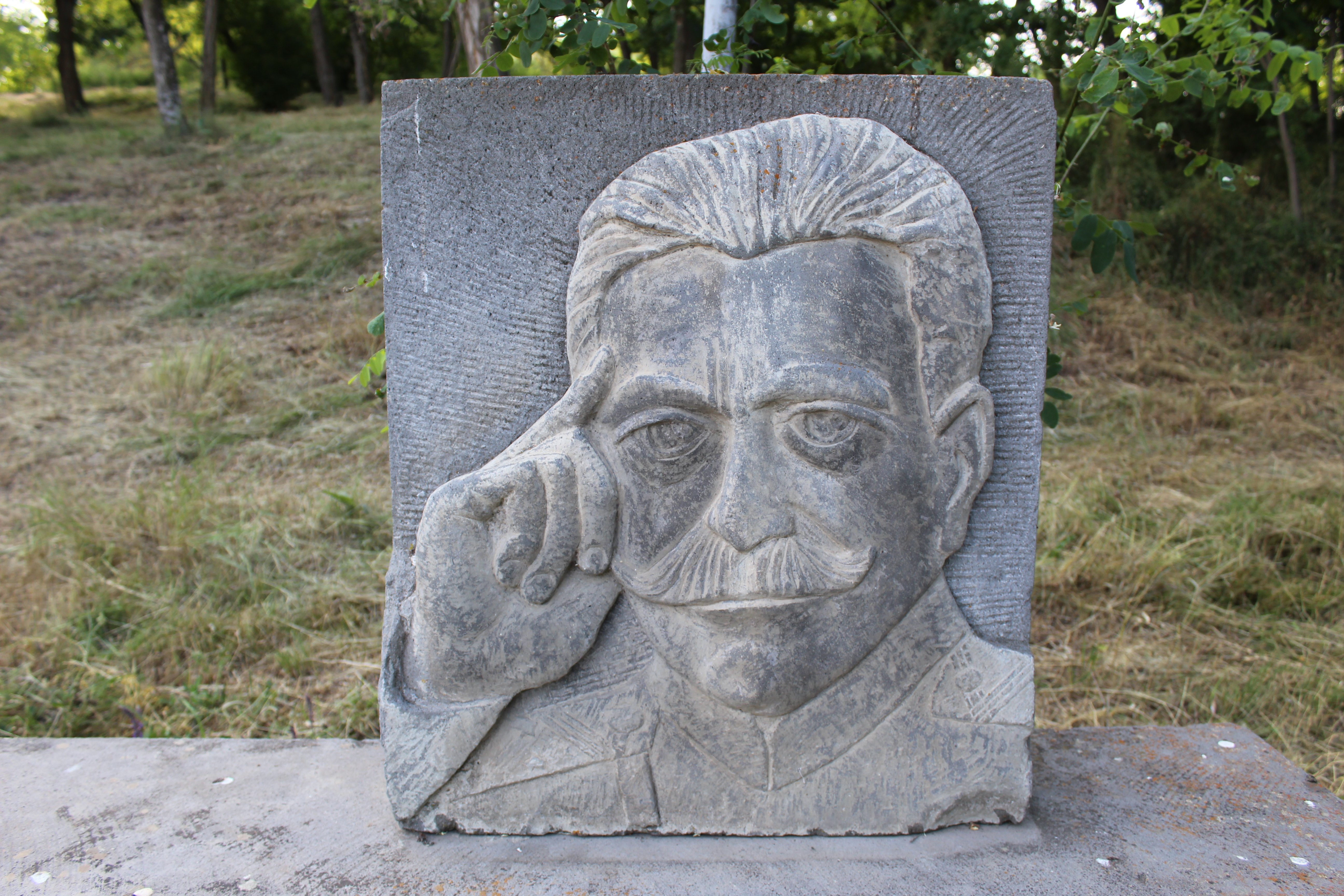
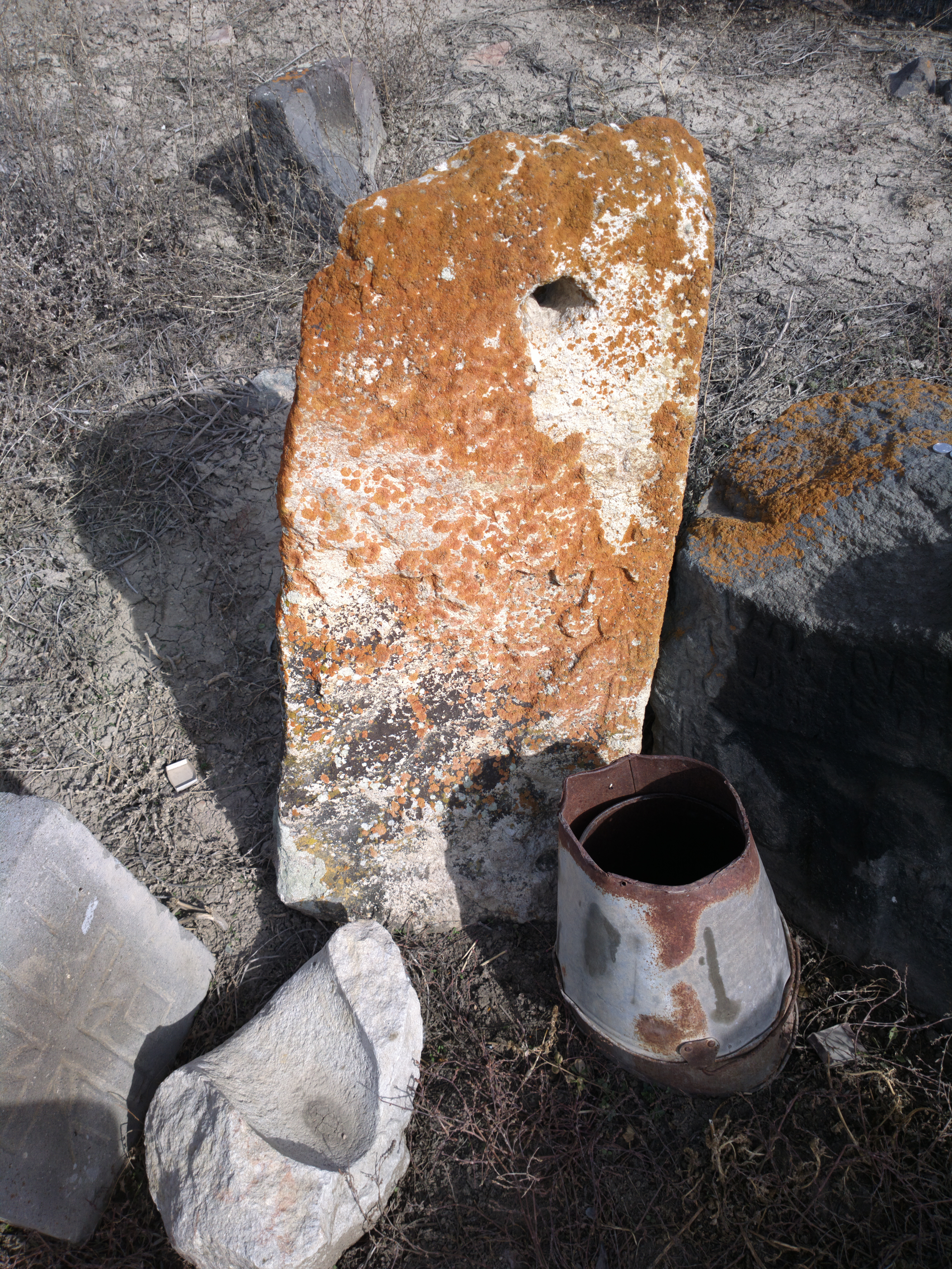
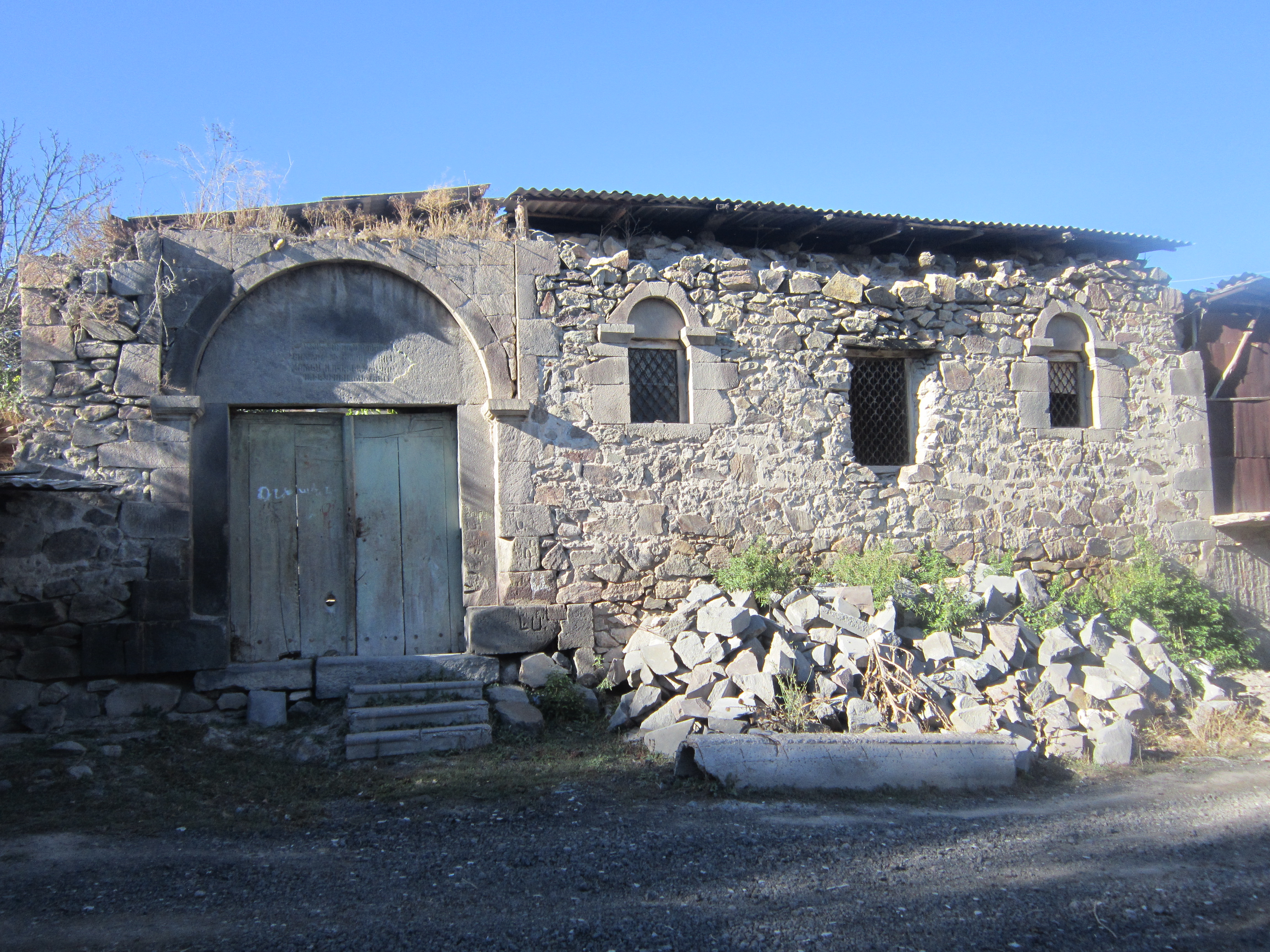
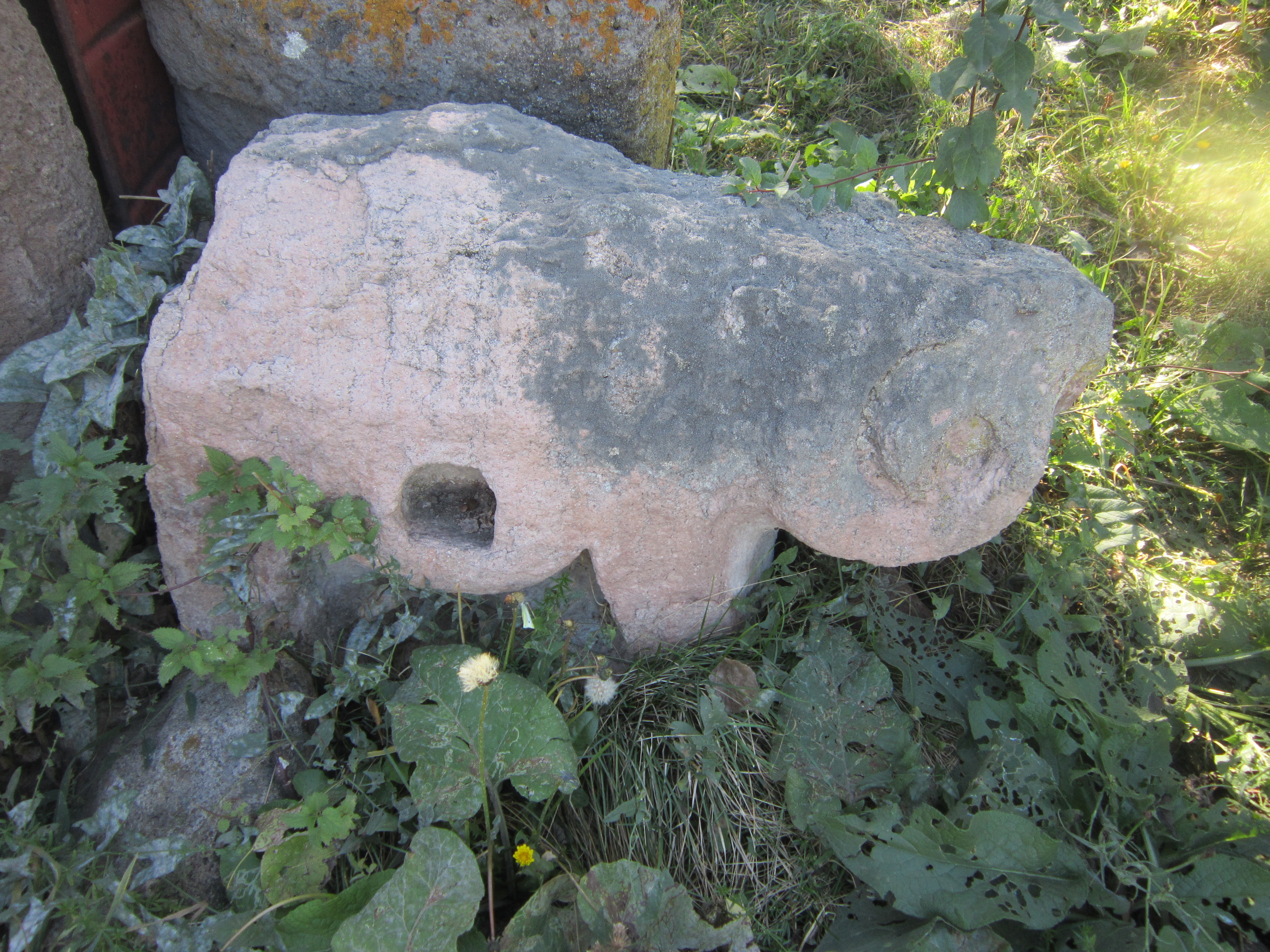
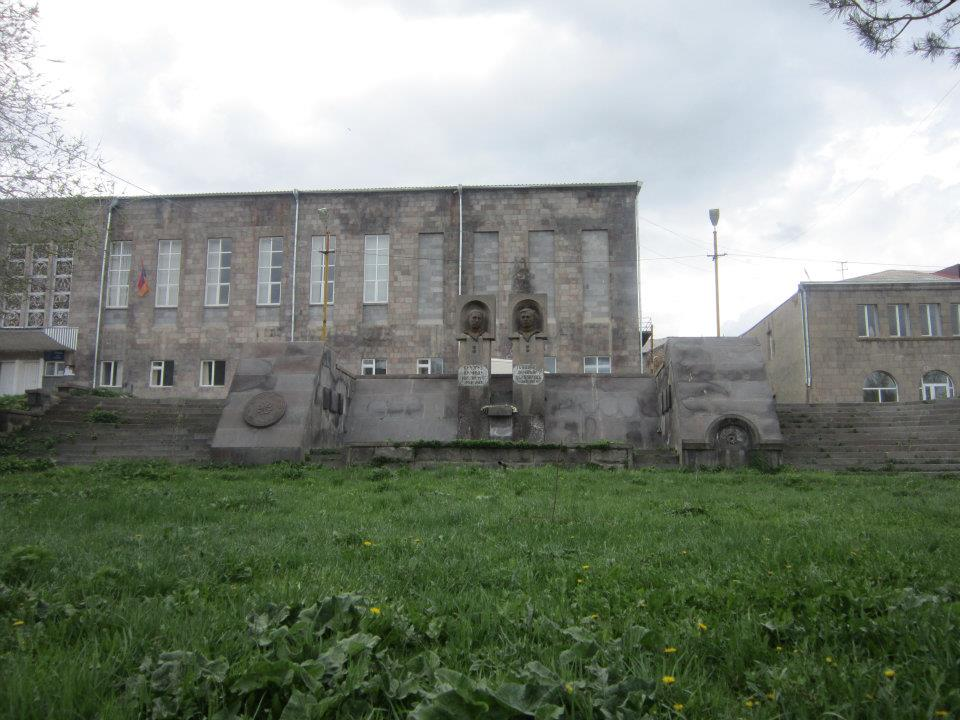
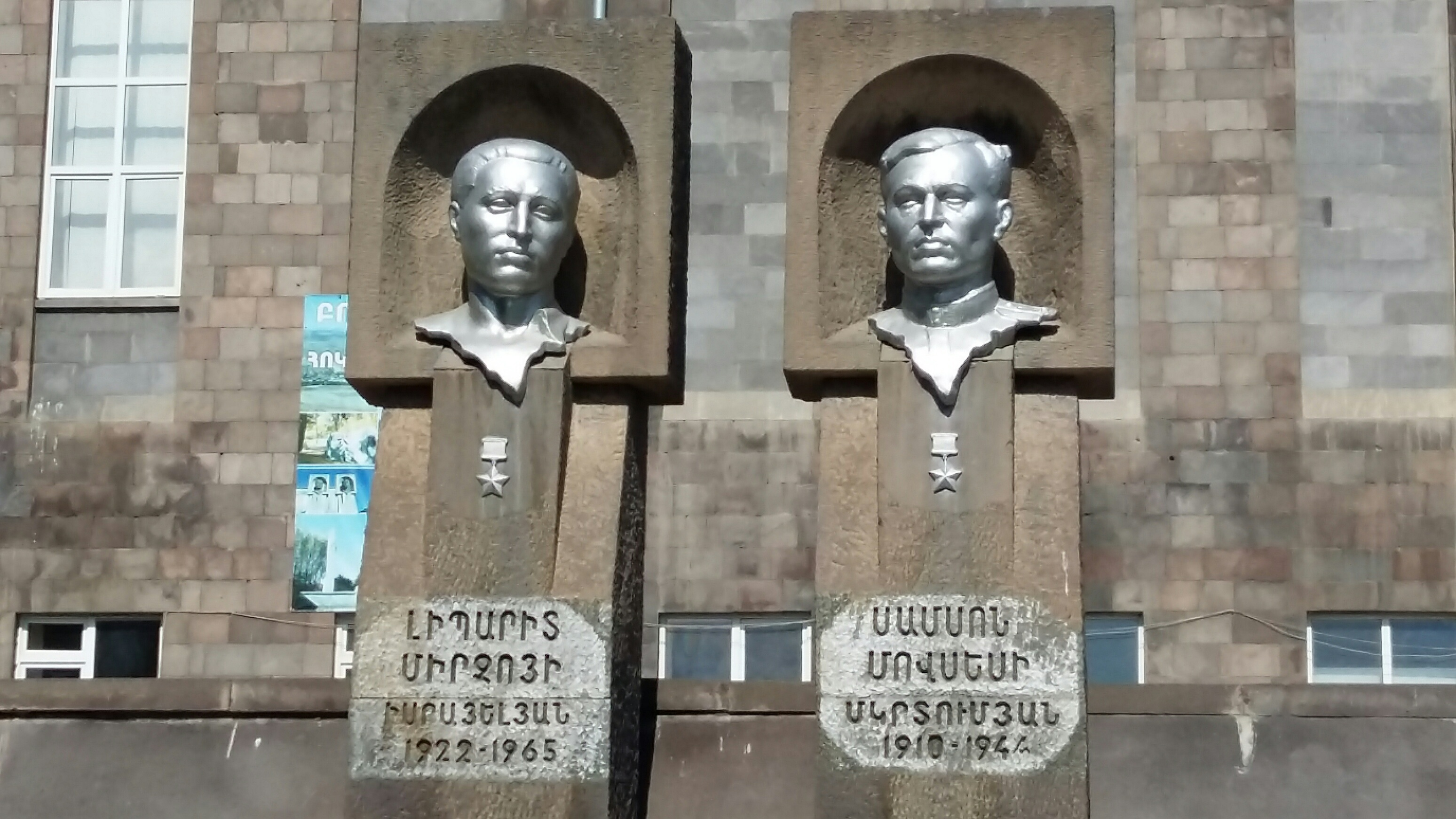
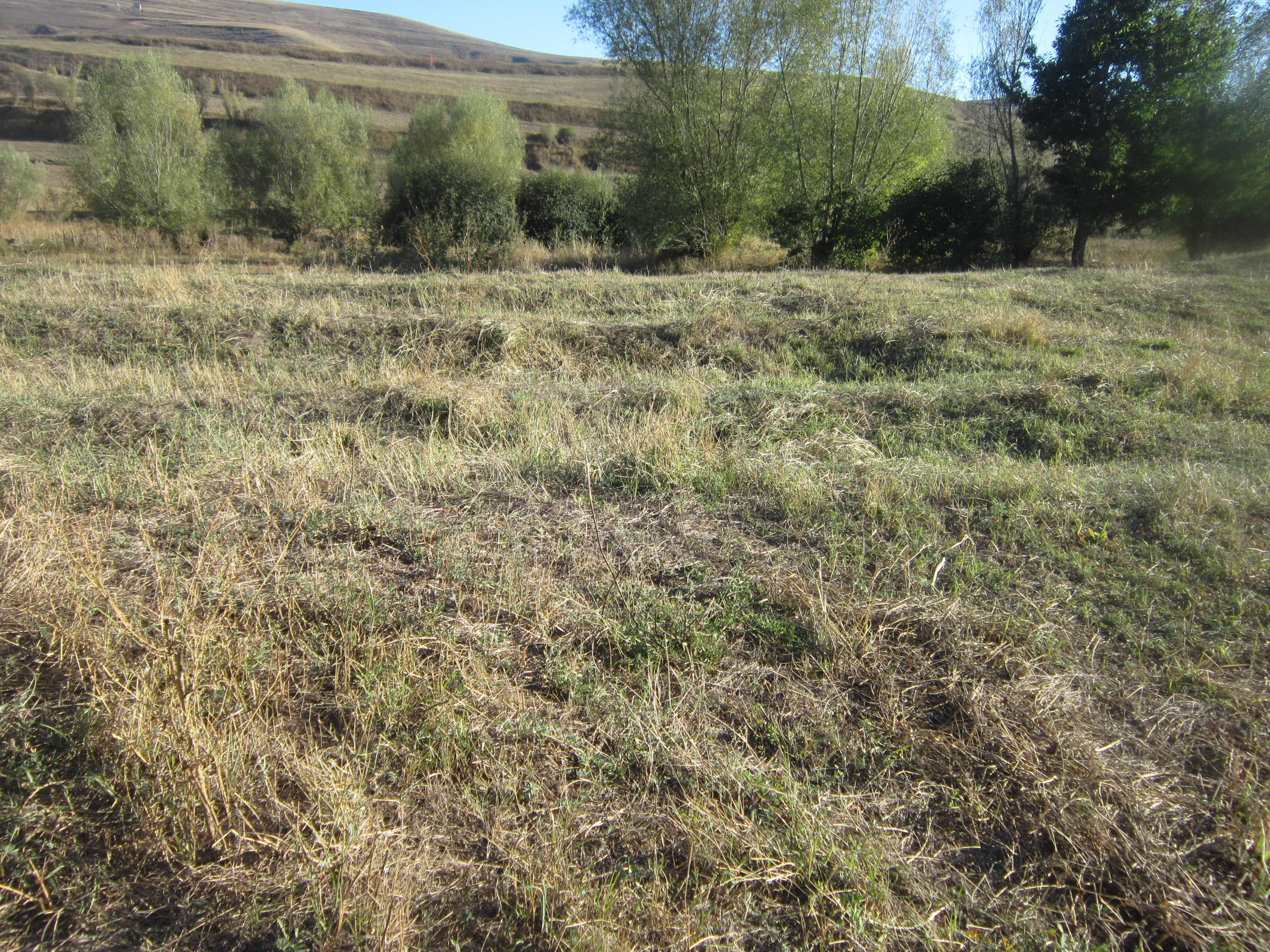